# Penthophlebia radiata
Penthophlebia radiata là một loài bướm đêm trong họ Geometridae.